# (32809) Sommerfeld
(32809) Sommerfeld ist ein Asteroid des Hauptgürtels, der am 10. Oktober 1990 von den deutschen Astronomen Freimut Börngen und Lutz D. Schmadel an der Thüringer Landessternwarte Tautenburg (IAU-Code 033) in Thüringen entdeckt wurde.
Der Asteroid wurde nach dem deutschen Mathematiker und Physiker Arnold Sommerfeld (1868–1951) benannt, der zu den Schöpfern der modernen Theoretischen Physik zählt und dessen so genannte Sommerfeldschule der Theoretischen Physik die Entwicklung ihrer Wissenschaft stark beeinflusste.